# Wilkes megye (Georgia)
Wilkes megye az Amerikai Egyesült Államokban, azon belül Georgia államban található. Megyeszékhelye és legnagyobb városa Washington. Lakosainak száma 9565 fő (2020. április 1.). Wilkes megye Elbert, Taliaferro, Warren, Lincoln, McDuffie és Oglethorpe megyékkel határos.

## Népesség
A megye népességének változása:
| Lakosok száma | 10 489 | 10 197 | 10 060 | 10 010 | 9867 | 9565 |
|               | 2010   | 2011   | 2012   | 2013   | 2015 | 2020 |